# Мясоедово (Вяземский район)
Мясоедово — деревня в Вяземском районе Смоленской области России. Входит в состав Новосельского сельского поселения. Население — 13 жителей (2007 год).  
Расположена в восточной части области в 4 км к северо-востоку от Вязьмы, в 0,5 км южнее автодороги М1 «Беларусь». В 1,5 км северо-западнее деревни расположена железнодорожная станция Комягино на линии Москва — Минск. 

## История
В годы Великой Отечественной войны деревня была оккупирована гитлеровскими войсками в октябре 1941 года, освобождена в марте 1943 года.